# Tuca de Llardaneta
La Tuca de Llardaneta és una muntanya de 3.311 m d'altitud, amb una prominència de 9 m, que es troba al massís de Pocets, província d'Osca (Aragó).